# Copa Suzuki AFF 2018
El Campeonato de fútbol de la ASEAN, patrocinado por Suzuki y oficialmente conocido como la Copa Suzuki AFF 2018, fue  la duodécima edición del torneo para selecciones pertenecientes a la Federación de fútbol de la ASEAN.
La fase final se desarrolló del 8 de noviembre al 15 de diciembre de 2018.

## Sistema de competición
En marzo de 2016, se informó que la AFF estaba considerando cambios en el formato del torneo debido a la incapacidad de atraer grandes multitudes para los partidos que no involucraban al país anfitrión. Luego, la AFF confirmó que a partir de la edición de 2018, se aplicaría un nuevo formato. Los nueve equipos mejor clasificados se clasificarían automáticamente y los equipos clasificados en el puesto 10 y 11 jugarían en una eliminatoria de ida y vuelta. Los 10 equipos se dividirían en dos grupos de cinco y jugarían un sistema de todos contra todos con cada equipo jugando dos partidos de local y dos de visitante. Se realizaró un sorteo para determinar dónde jugaron los equipos, mientras que el formato de la ronda eliminatoria se mantuvo sin cambios.

## Oficiales
,Árbitros
- Chris Beath
- Amdillah Zainuddin
- Fu Ming
- Ma Ning
- Thoriq Munir Alkatiri
- Alireza Faghani
- Hiroyuki Kimura
- Adham Makhadmeh
- Ahmed Al-Ali
- Amirul Izwan Yaacob
- Nagor Amir Noor Mohamed
- Nazmi Nasaruddin
- Suhaizi Shukri
- Ahmed Al-Kaf
- Clifford Daypuyat
- Abdulrahman Al-Jassim
- Khamis Al-Marri
- Turki Al-Khudhayr
- Ahmad A'qashah
- Nathan Chan
- Kim Hee-gon
- Sivakorn Pu-udom
- Aziz Asimov
- Nguyễn Hiền Triết

Jueces de línea
- Ali Faisal Rosli
- Raffizal Ramli
- Pisal Kimsy
- Chi Sopheap
- Zhou Fei
- Bambang Syamsudar
- Dinan Lazuardi
- Malang Nurhadi
- Mohammadreza Mansouri
- Reza Sokhandan
- Akane Yagi
- Ahmed Al-Roalle
- Kilar Ladsavong
- Somphavanh Louanglath
- Arif Shamil
- Azman Ismail
- Zairul Khalil
- Chit Moe Aye
- Win Thiha
- Zayar Maung
- Abu Bakar Al-Amri
- Krizmark Nanola
- Relly Balila
- Saoud Al-Maqaleh
- Taleb Al-Marri
- Abdul Hannan
- Lim Kok Heng
- Manoj Kalwani
- Ronnie Koh Min Kiat
- Komsun Khumpan
- Pattarapong Kijsathit
- Phubes Lekpha
- Phulsawat Samransuk
- Rachen Srichai
- Thanet Chuchueun
- Nguyễn Trung Hậu
- Phạm Mạnh Long
- Trần Liêm Thanh
- Trương Đức Chiến

Cuartos Árbitros
- Abdul Hakim Haidi
- Chy Samdy
- Khuon Virak
- Oki Dwi Putra
- Souei Vongkham
- Xaypaseuth Phongsanith
- Fitri Maskon
- Myat Thu
- Thant Zin Oo
- Steve Supresencia
- Jansen Foo Chuan Hui
- Letchman Gopalakrishnan
- Muhammad Taqi
- Mongkolchai Pechsri
- Titichai Nuanchan
- Wiwat Jumpao-on

## Sedes
| Kuala Lumpur                 | Kuala Lumpur          | Hanoi                     | Hanoi               |
| ---------------------------- | --------------------- | ------------------------- | ------------------- |
| Bukit Jalil National Stadium | Kuala Lumpur Stadium  | Mỹ Đình National Stadium  | Hàng Đẫy Stadium    |
| Capacidad: 87,411            | Capacidad: 18,000     | Capacidad: 40,192         | Capacidad: 22,500   |
|                              |                       |                           |                     |
| Jakarta                      | Phnom Penh            | Kallang                   | Bangkok             |
| Gelora Bung Karno Stadium    | Olympic Stadium       | National Stadium          | Rajamangala Stadium |
| Capacidad: 77,193            | Capacidad: 50,000     | Capacidad: 55,000         | Capacidad: 49,722   |
|                              |                       |                           |                     |
| Yangon                       | Mandalay              | Vientiane                 | Bacolod             |
| Thuwunna Stadium             | Mandalarthiri Stadium | New Laos National Stadium | Panaad Stadium      |
| Capacidad: 32,000            | Capacidad: 30,000     | Capacidad: 25,000         | Capacidad: 9,825    |
|                              |                       |                           |                     |

## Equipos calificados
Nueve equipos calificaron automáticamente a la fase final del Campeonato. Según el ranking de la edición  anterior, Brunéi y Timor Oriental decidieron en partidos de ida y vuelta, que se llevaron a cabo el 1 y el 8 de septiembre de 2018 el último cupo a la fase final. Australia, miembro de la AFF desde 2013, no participó del torneo.
| Equipo         |
| -------------- |
| Camboya        |
| Indonesia      |
| Laos           |
| Malasia        |
| Birmania       |
| Filipinas      |
| Singapur       |
| Tailandia      |
| Vietnam        |
| Timor Oriental |

## Ronda clasificatória
| 1 de septiembre de 2018 | Timor Oriental                   | 3-1     | Brunéi    | Estadio KLFA, Kuala Lumpur, Malasia                        |                                                            |
| 20:00                   | Henrique 28', 32' · Garcia 90+2' | Reporte | Azwan 57' | Asistencia: 261 espectadores Árbitro(s): Dmitry Mashentsev | Asistencia: 261 espectadores Árbitro(s): Dmitry Mashentsev |

| 8 de septiembre de 2018 | Brunéi    | 1-0 (Global 2-3) | Timor Oriental | Estadio Nacional Sultán Hassanal Bolkiah, Bandar Seri Begawan, Brunéi |                                                           |
| 20:15                   | Najib 75' | Reporte          |                | Asistencia: 2345 espectadores Árbitro(s): Moud Bonyadifar             | Asistencia: 2345 espectadores Árbitro(s): Moud Bonyadifar |

## Fase de grupos

### Grupo A
| Pos. | Equipo   | Pts. | PJ | G | E | P | GF | GC | Dif. | Clasificación |
| ---- | -------- | ---- | -- | - | - | - | -- | -- | ---- | ------------- |
| 1    | Vietnam  | 10   | 4  | 3 | 1 | 0 | 8  | 0  | +8   | Semifinales   |
| 2    | Malasia  | 9    | 4  | 3 | 0 | 1 | 7  | 3  | +4   | Semifinales   |
| 3    | Birmania | 7    | 4  | 2 | 1 | 1 | 7  | 5  | +2   |               |
| 4    | Camboya  | 3    | 4  | 1 | 0 | 3 | 4  | 9  | −5   |               |
| 5    | Laos     | 0    | 4  | 0 | 0 | 4 | 3  | 12 | −9   |               |

 Fuente: AFF
| 8 de noviembre de 2018 | Camboya | 0-1     | Malasia   | Estadio Olímpico de Nom Pen, Nom Pen                       |                                                            |
| 18:30                  |         | Reporte | Idlan 30' | Asistencia: 34.250 espectadores Árbitro(s): Ahmad A'qashah | Asistencia: 34.250 espectadores Árbitro(s): Ahmad A'qashah |

| 8 de noviembre de 2018 | Laos | 0-3     | Vietnam                             | Nuevo Estadio Nacional de Laos, Vientián                          |                                                                   |
| 19:30                  |      | Reporte | Phượng 11' · A. Đức 45+2' · Hai 68' | Asistencia: 15.000 espectadores Árbitro(s): Thoriq Munir Alkatiri | Asistencia: 15.000 espectadores Árbitro(s): Thoriq Munir Alkatiri |

| 12 de noviembre de 2018 | Malasia                            | 3-1     | Laos             | Estadio Nacional Bukit Jalil, Kuala Lumpur                   |                                                              |
| 20:45                   | Zaquan 15' · Norshahrul 86', 90+2' | Reporte | Kongmathilath 7' | Asistencia: 12.127 espectadores Árbitro(s): Sivakorn Pu-udom | Asistencia: 12.127 espectadores Árbitro(s): Sivakorn Pu-udom |

| 12 de noviembre de 2018 | Birmania                                                      | 4-1     | Camboya       | Estadio Mandalarthiri, Mandalay                               |                                                               |
| 18:00                   | Hlaing Bo Bo 60', 90+3' · Than Htet Aung 70' · Sithu Aung 87' | Reporte | Vathanaka 23' | Asistencia: 26.946 espectadores Árbitro(s): Clifford Daypuyat | Asistencia: 26.946 espectadores Árbitro(s): Clifford Daypuyat |

| 16 de noviembre de 2018 | Laos        | 1-3     | Birmania                                                 | Nuevo Estadio Nacional de Laos, Vientián               |                                                        |
| 19:30                   | Innalay 14' | Reporte | Aung Thu 45' · Htet Phyoe Wai 72' · Maung Maung Lwin 85' | Asistencia: 1.294 espectadores Árbitro(s): Kim Hee-gon | Asistencia: 1.294 espectadores Árbitro(s): Kim Hee-gon |

| 16 de noviembre de 2018 | Vietnam                 | 2-0     | Malasia | Estadio Nacional Mỹ Đình, Hanói                              |                                                              |
| 19:30                   | Phượng 11' · A. Đức 60' | Reporte |         | Asistencia: 40.000 espectadores Árbitro(s): Turki Al-Khudayr | Asistencia: 40.000 espectadores Árbitro(s): Turki Al-Khudayr |

| 20 de noviembre de 2018 | Birmania | 0-0     | Vietnam | Estadio Thuwunna, Rangún                                    |                                                             |
| 18:00                   |          | Reporte |         | Asistencia: 29.954 espectadores Árbitro(s): Khamis Al-Marri | Asistencia: 29.954 espectadores Árbitro(s): Khamis Al-Marri |

| 20 de noviembre de 2018 | Camboya                                             | 3-1     | Laos       | Estadio Olímpico de Nom Pen, Nom Pen                    |                                                         |
| 18:30                   | Vathanaka 18' · Mony Udom 35' (pen.) · Sokhpeng 77' | Reporte | Somxay 76' | Asistencia: 25.085 espectadores Árbitro(s): Nathan Chan | Asistencia: 25.085 espectadores Árbitro(s): Nathan Chan |

| 24 de noviembre de 2018 | Vietnam                            | 3-0     | Camboya | Estadio Hàng Đẫy, Hanói                             |                                                     |
| 19:30                   | Linh 39' · Q. Hải 41' · V. Đức 61' | Reporte |         | Asistencia: 14.000 espectadores Árbitro(s): Ma Ning | Asistencia: 14.000 espectadores Árbitro(s): Ma Ning |

| 24 de noviembre de 2018 | Malasia                                   | 3-0     | Birmania | Estadio Nacional Bukit Jalil, Kuala Lumpur                  |                                                             |
| 20:30                   | Norshahrul 26' · Zaquan 45+3' (pen.), 88' | Reporte |          | Asistencia: 83.777 espectadores Árbitro(s): Alireza Faghani | Asistencia: 83.777 espectadores Árbitro(s): Alireza Faghani |

### Grupo B
| Pos. | Equipo         | Pts. | PJ | G | E | P | GF | GC | Dif. | Clasificación |
| ---- | -------------- | ---- | -- | - | - | - | -- | -- | ---- | ------------- |
| 1    | Tailandia      | 10   | 4  | 3 | 1 | 0 | 15 | 3  | +12  | Semifinales   |
| 2    | Filipinas      | 8    | 4  | 2 | 2 | 0 | 5  | 3  | +2   | Semifinales   |
| 3    | Singapur       | 6    | 4  | 2 | 0 | 2 | 7  | 5  | +2   |               |
| 4    | Indonesia      | 4    | 4  | 1 | 1 | 2 | 5  | 6  | −1   |               |
| 5    | Timor Oriental | 0    | 4  | 0 | 0 | 4 | 4  | 19 | −15  |               |

 Fuente: AFF
| 9 de noviembre de 2018 | Singapur   | 1-0     | Indonesia | Estadio Nacional de Singapur, Kallang                         |                                                               |
| 20:00                  | Hariss 37' | Reporte |           | Asistencia: 30.783 espectadores Árbitro(s): Nguyễn Hiền Triết | Asistencia: 30.783 espectadores Árbitro(s): Nguyễn Hiền Triết |

| 9 de noviembre de 2018 | Timor Oriental | 0-7     | Tailandia                                                  | Estadio Rajamangala, Bangkok, Tailandia                     |                                                             |
| 19:00                  |                | Reporte | Adisak 3', 13', 31', 45', 50', 57' (pen.) · Supachai 90+1' | Asistencia: 8.764 espectadores Árbitro(s): Nazmi Nasaruddin | Asistencia: 8.764 espectadores Árbitro(s): Nazmi Nasaruddin |

| 13 de noviembre de 2018 | Indonesia                                        | 3-1     | Timor Oriental | Estadio Bung Karno, Yakarta                             |                                                         |
| 19:00                   | Alfath 60' · Lilipaly 69' (pen.) · Gonçalves 82' | Reporte | Gama 48'       | Asistencia: 15.138 espectadores Árbitro(s): Aziz Asimov | Asistencia: 15.138 espectadores Árbitro(s): Aziz Asimov |

| 13 de noviembre de 2018 | Filipinas    | 1-0     | Singapur | Estadio Panaad, Bacólod                                   |                                                           |
| 20:00                   | Reichelt 78' | Reporte |          | Asistencia: 4.327 espectadores Árbitro(s): Suhaizi Shukri | Asistencia: 4.327 espectadores Árbitro(s): Suhaizi Shukri |

| 17 de noviembre de 2018 | Timor Oriental                       | 2-3     | Filipinas                                        | Estadio KLFA, Kuala Lumpur, Malasia                         |                                                             |
| 20:00                   | Nataniel 73' (pen.) · João Pedro 75' | Reporte | P. Younghusband 27' · Steuble 33' · De Murga 68' | Asistencia: 312 espectadores Árbitro(s): Amdillah Zainuddin | Asistencia: 312 espectadores Árbitro(s): Amdillah Zainuddin |

| 17 de noviembre de 2018 | Tailandia                                             | 4-2     | Indonesia                     | Estadio Rajamangala, Bangkok                                    |                                                                 |
| 18:30                   | Korrakot 38' · Pansa 45+2' · Adisak 65' · Pokklaw 74' | Reporte | Zulfiandi 29' · Fachrudin 89' | Asistencia: 37.570 espectadores Árbitro(s): Amirul Izwan Yaacob | Asistencia: 37.570 espectadores Árbitro(s): Amirul Izwan Yaacob |

| 21 de noviembre de 2018 | Filipinas | 1-1     | Tailandia    | Estadio Panaad, Bacólod                                            |                                                                    |
| 19:30                   | Bedic 81' | Reporte | Supachai 56' | Asistencia: 3.522 espectadores Árbitro(s): Nagor Amir Noor Mohamed | Asistencia: 3.522 espectadores Árbitro(s): Nagor Amir Noor Mohamed |

| 21 de noviembre de 2018 | Singapur                                              | 6-1     | Timor Oriental | Estadio Nacional de Singapur, Kallang                           |                                                                 |
| 19:30                   | Safuwan 12', 19', 90+2' · Ikhsan 30', 42' · Faris 90' | Reporte | Rufino 13'     | Asistencia: 18.408 espectadores Árbitro(s): Amirul Izwan Yaacob | Asistencia: 18.408 espectadores Árbitro(s): Amirul Izwan Yaacob |

| 25 de noviembre de 2018 | Tailandia                             | 3-0     | Singapur | Estadio Rajamangala, Bangkok                                 |                                                              |
| 19:00                   | Pansa 13' · Supachai 23' · Adisak 90' | Reporte |          | Asistencia: 29.763 espectadores Árbitro(s): Ahmed Faisal Ali | Asistencia: 29.763 espectadores Árbitro(s): Ahmed Faisal Ali |

| 25 de noviembre de 2018 | Indonesia | 0-0     | Filipinas | Estadio Bung Karno, Yakarta                         |                                                     |
| 19:00                   |           | Reporte |           | Asistencia: 15.436 espectadores Árbitro(s): Fu Ming | Asistencia: 15.436 espectadores Árbitro(s): Fu Ming |

## Fase final

### Semifinales
| 01 de diciembre de 2018 | Malasia | 0-0     | Tailandia | Estadio Nacional Bukit Jalil, Kuala Lumpur               |                                                          |
| 20:45                   |         | Reporte |           | Asistencia: 87.545 espectadores Árbitro(s): Ahmed Al-Kaf | Asistencia: 87.545 espectadores Árbitro(s): Ahmed Al-Kaf |

| 5 de diciembre de 2018                                       | Tailandia                    | 2-2 (Global 2-2) | Malasia                     | Estadio Rajamangala, Bangkok                                |                                                             |
| 19:00                                                        | Irfan 21' (a.g.) · Pansa 63' | Reporte          | Syahmi 28' · Norshahrul 71' | Asistencia: 46.157 espectadores Árbitro(s): Adham Makhadmeh | Asistencia: 46.157 espectadores Árbitro(s): Adham Makhadmeh |
| Malasia se clasificó por haber hecho más goles de visitante. |                              |                  |                             |                                                             |                                                             |

| 02 de diciembre de 2018 | Filipinas      | 1-2     | Vietnam                               | Estadio Panaad, Bacólod                                          |                                                                  |
| 19:30                   | Reichelt 45+2' | Reporte | Nguyễn Anh Đức 12' · Phan Văn Đức 48' | Asistencia: 5.489 espectadores Árbitro(s): Abdulrahman Al-Jassim | Asistencia: 5.489 espectadores Árbitro(s): Abdulrahman Al-Jassim |

| 6 de diciembre de 2018 | Vietnam                 | 2-1 (Global 4-2) | Filipinas           | Estadio Nacional Mỹ Đình, Hanói                             |                                                             |
| 19:30                  | Q. Hải 83' · Phượng 87' | Reporte          | J. Younghusband 89' | Asistencia: 38,816 espectadores Árbitro(s): Hiroyuki Kimura | Asistencia: 38,816 espectadores Árbitro(s): Hiroyuki Kimura |

### Final
| 11 de diciembre de 2018 | Malasia                  | 2-2     | Vietnam                                | Estadio Nacional Bukit Jalil, Kuala Lumpur              |                                                         |
| 20:45                   | Shahrul 36' · Safawi 61' | Reporte | Nguyễn Huy Hùng 22' · Phạm Đức Huy 25' | Asistencia: 88.482 espectadores Árbitro(s): Chris Beath | Asistencia: 88.482 espectadores Árbitro(s): Chris Beath |

| 15 de diciembre de 2018 | Vietnam           | 1-0 (Global 3-2) | Malasia | Estadio Nacional Mỹ Đình, Hanói |                             |
| 19:30                   | Nguyễn Anh Đức 6' | Reporte          |         | Árbitro(s): Alireza Faghani     | Árbitro(s): Alireza Faghani |

## Campeón
|                                    |
| Bandera de Vietnam                 |
| Campeón invicto Vietnam 2.º título |

## Clasificación final
| Equipo | Equipo         | Pts | PJ | PG | PE | PP | GF | GC | Dif |
| ------ | -------------- | --- | -- | -- | -- | -- | -- | -- | --- |
| 1      | Vietnam        | 20  | 8  | 6  | 2  | 0  | 15 | 4  | +11 |
| 2      | Malasia        | 12  | 8  | 3  | 3  | 2  | 11 | 8  | +3  |
| 3      | Tailandia      | 12  | 6  | 3  | 3  | 0  | 17 | 5  | +12 |
| 4      | Filipinas      | 8   | 6  | 2  | 2  | 2  | 7  | 7  | 0   |
| 5      | Birmania       | 7   | 4  | 2  | 1  | 1  | 7  | 5  | +2  |
| 6      | Singapur       | 6   | 4  | 2  | 0  | 2  | 7  | 5  | +2  |
| 7      | Indonesia      | 4   | 4  | 1  | 1  | 2  | 5  | 6  | −1  |
| 8      | Camboya        | 3   | 4  | 1  | 0  | 3  | 4  | 9  | −5  |
| 9      | Laos           | 0   | 4  | 0  | 0  | 4  | 3  | 12 | −9  |
| 10     | Timor Oriental | 0   | 4  | 0  | 0  | 4  | 4  | 19 | −15 |

## Equipo Ideal
Equipo Ideal del torneo.
| \| Pos. \| Nombre \| \| ---- \| ----------------- \| \| ARQ \| Đặng Văn Lâm \| \| DEF \| Syahmi Safari \| \| DEF \| Álvaro Silva \| \| DEF \| Trần Đình Trọng \| \| DEF \| Đoàn Văn Hậu \| \| MED \| Safawi Rasid \| \| MED \| Hlaing Bo Bo \| \| MED \| Mohamadou Sumareh \| \| MED \| Nguyễn Quang Hải \| \| MED \| Sanrawat Dechmitr \| \| DEL \| Norshahrul Idlan \| | Văn Lâm Silva Đình Trọng Syahmi Văn Hậu Hlaing Bo Bo Safawi Sumareh Quang Hải Sanrawat Norshahrul |
| Pos. | Nombre                                                                                            |
| ARQ | Đặng Văn Lâm                                                                                      |
| DEF | Syahmi Safari                                                                                     |
| DEF | Álvaro Silva                                                                                      |
| DEF | Trần Đình Trọng                                                                                   |
| DEF | Đoàn Văn Hậu                                                                                      |
| MED | Safawi Rasid                                                                                      |
| MED | Hlaing Bo Bo                                                                                      |
| MED | Mohamadou Sumareh                                                                                 |
| MED | Nguyễn Quang Hải                                                                                  |
| MED | Sanrawat Dechmitr                                                                                 |
| DEL | Norshahrul Idlan                                                                                  |

## Goleadores
8 goles
- Adisak Kraisorn

5 goles
- Norshahrul Idlan Talaha

4 goles
- Nguyễn Anh Đức

3 goles
- Zaquan Adha Radzak
- Safuwan Baharudin
- Pansa Hemviboon
- Supachai Jaided
- Nguyễn Công Phượng
- Nguyễn Quang Hải

2 goles
- Chan Vathanaka
- Hlaing Bo Bo
- Patrick Reichelt
- Ikhsan Fandi
- Rufino Gama
- Phan Văn Đức

1 gol
- Keo Sokpheng
- Prak Mony Udom
- Alfath Fathier
- Beto Gonçalves
- Fachrudin Aryanto
- Stefano Lilipaly
- Zulfiandi
- Phithack Kongmathilath
- Phouthone Innalay
- Somxay Keohanam
- Safawi Rasid
- Shahrul Saad
- Syahmi Safari
- Aung Thu
- Htet Phyoe Wai
- Maung Maung Lwin
- Sithu Aung
- Than Htet Aung
- Jovin Bedic
- Carli de Murga
- Martin Steuble
- James Younghusband
- Phil Younghusband
- Faris Ramli
- Hariss Harun
- Korrakot Wiriyaudomsiri
- Pokklaw Anan
- João Pedro
- Nataniel Reis
- Nguyễn Huy Hùng
- Nguyễn Tiến Linh
- Phạm Đức Huy

Autogol
- Irfan Zakaria (ante Tailandia)